# Ruta del Che
La ruta del Che és la denominació que s'utilitza per a referir-se a l'itinerari seguit pel guerriller argentí Ernesto Che Guevara i els seus homes a la zona del riu Ñancahuazú, a Bolívia, entre 1966 i 1967, i que va acabar amb la seva execució a La Higuera el 9 d'octubre de 1967 i la posterior exhibició del seu cos i enterrament clandestí a Vallegrande. Actualment és un circuit de memòria històrica i turístic.

## Característiques

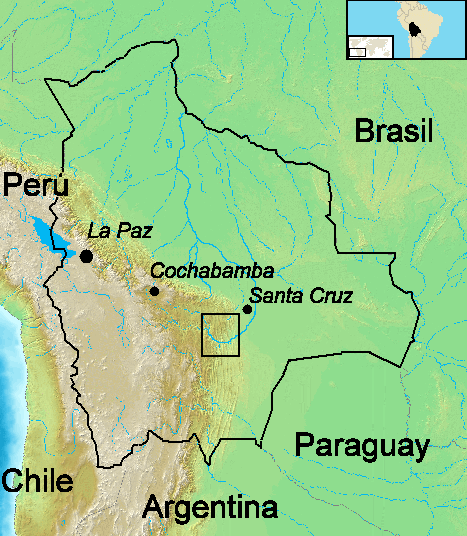
Mapa de Bolivia. El requadre assenyala la zona d'actuació de la guerrilla del Che Guevara entre 1966-1967.

Les operacions del Che Guevara i el seu grup guerriller van tenir com a epicentre una finca adquirida sobre el riu Ñancahuazú, un riu de muntanya afluent directe del riu Guapay, ubicat al sud-est de Bolívia, on els últims contraforts de la serralada dels Andes s'uneixen amb les planes del Gran Chaco.
Es tracta d'una zona escassament poblada i és l'emplaçament de comunitats camperoles d'origen guaraní. Les localitats més properes a la zona són Samaipata cap al nord i Camiri cap al sud. Aquesta ruta s'inicia a Alta Gracia a l'Argentina, transita per diferents ciutats com San Martín de los Andes i Bariloche, i d'aquí travessa a Xile, passant per Osorno, Traiguén, Valparaíso, Santiago i vers el nord a Bolívia.

## Recorregut
La ruta del Che és un recorregut de 800 km que travessa les fites de la campanya guerrillera de Che Guevara i l'autodenominat Exèrcit d'Alliberament Nacional:
- Camiri: coneguda com la capital petroliera de Bolívia, està ubicada a la principal ruta d'accés a Bolívia des del sud, tant des del Paraguai com des de l'Argentina i que, més al nord, porta a Santa Cruz de la Sierra. S'hi pot visitar la caserna-museu on van ser detinguts i torturats, i la biblioteca on van ser enjudiciats l'escriptor francès Régis Debray i el pintor argentí Ciro Bustos, relacionats amb el grup rebel. Sota tortura, el primer va confirmar als militars bolivians que el Che Guevara estava operant a la zona i el segon va realitzar dibuixos dels integrants del grup, els originals dels quals es troben actualment exposats a la caserna de Camiri. També s'hi troba l'habitació d'hotel on s'allotjava la guerrillera argentina Tamara Bunke «Tania», l'única dona del grup.
- Lagunillas: una masia propera a la finca on es van instal·lar els guerrillers, es pot visitar un museu sobre la Guerrilla de Ñancahuazú.
- Ñancahuazú: la finca adquirida pels guerrillers es trobava al riu Ñancahuazú. Allí s'hi va establir el campament i es van produir els primers combats i morts. També hi havia una construcció que servia de pantalla per als vilatans i la policia.
- Vado de Yeso: el riu Ñancahuazú desemboca al cabalós riu Guapay, alguns quilòmetres aigües avall del lloc on s'havia instal·lat el campament guerriller. A prop es va produir l'Emboscada del Vado del Yeso en la qual van resultar morts tots els integrants menys un de la segona columna guerrillera, al comandament de Vilo Acuña, entre ells la combatent argentina Tania.
- Samaipata: és una petita població de 3.000 habitants, ubicada a la ruta que uneix Santa Cruz de la Sierra i Cochabamba, al nord de Ñancahuazú, va ser presa per la guerrilla a fi d'obtenir aliments i medicines.

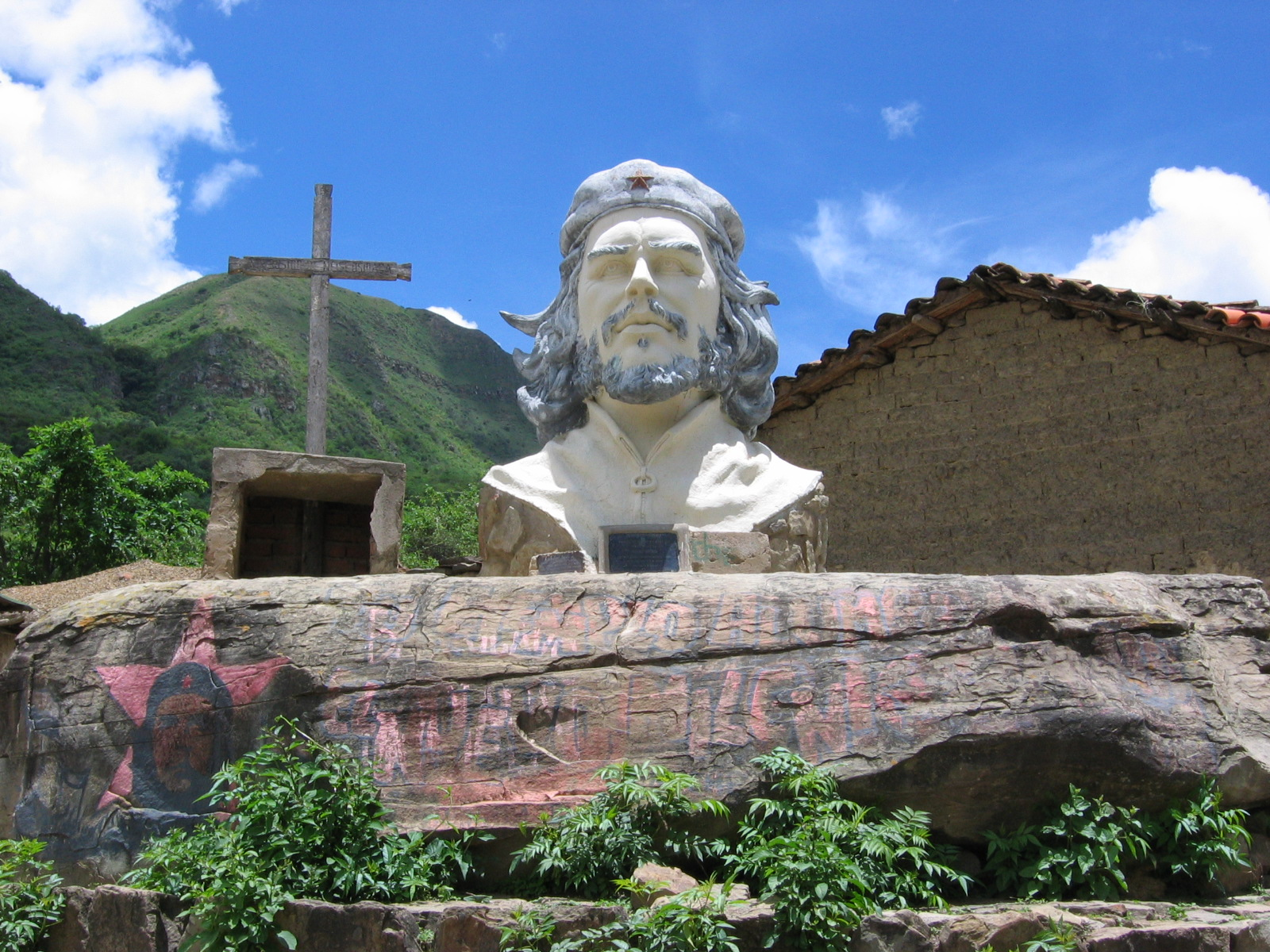
Bust de Che Guevara a La Higuera

- Bust de Che Guevara a La HigueraLa Higuera: al petit llogaret de 30 habitatges de La Higuera, a 2.160 metres d'altitud, s'ha preservat l'escola on va ser detingut, interrogat i assassinat Che Guevara i alguns dels seus homes. Allí s'ha construït un conegut monument al Che Guevara que consisteix en un gran bust sobre una pedra i una creu, al costat de l'escola on va morir. El bust es va instal·lar el 1978. Els militars que van governar Bolívia durant les successives dictadures van intentar destruir-lo en reiterades ocasions, tot i que després tornava a ser reconstruït per mans anònimes una vegada rere l'altra. Des de La Higuera és possible realitzar una curta caminada a la Quebrada del Churo, on es va produir el combat en què el Che Guevara va ser ferit i capturat.
- Vallegrande: és on s'havia instal·lat el comandament militar i els agents de la CIA que van ser enviats a la regió per a combatre la guerrilla de Ñancahuazú. S'hi ha preservat l'Hospital Nuestro Señor de Malta i els safaretjos on els cadàvers del Che Guevara i d'alguns dels seus homes van ser exposats el públic. Aquest va ser el lloc on es van prendre les famoses fotos de Freddy Alborta que mostren el Che Guevara mort amb els ulls oberts, la imatge del qual s'ha relacionat amb la de Jesucrist.[7] També s'ha preservat la fossa comuna en què va ser enterrat clandestinament juntament amb set guerrillers més i que va ser localitzada el 1997, igual que altres fosses comunes en què es van trobar restes d'integrants del grup, amb la col·laboració internacional de l'Equip Argentí d'Antropologia Forense.